# Borsa di Corea

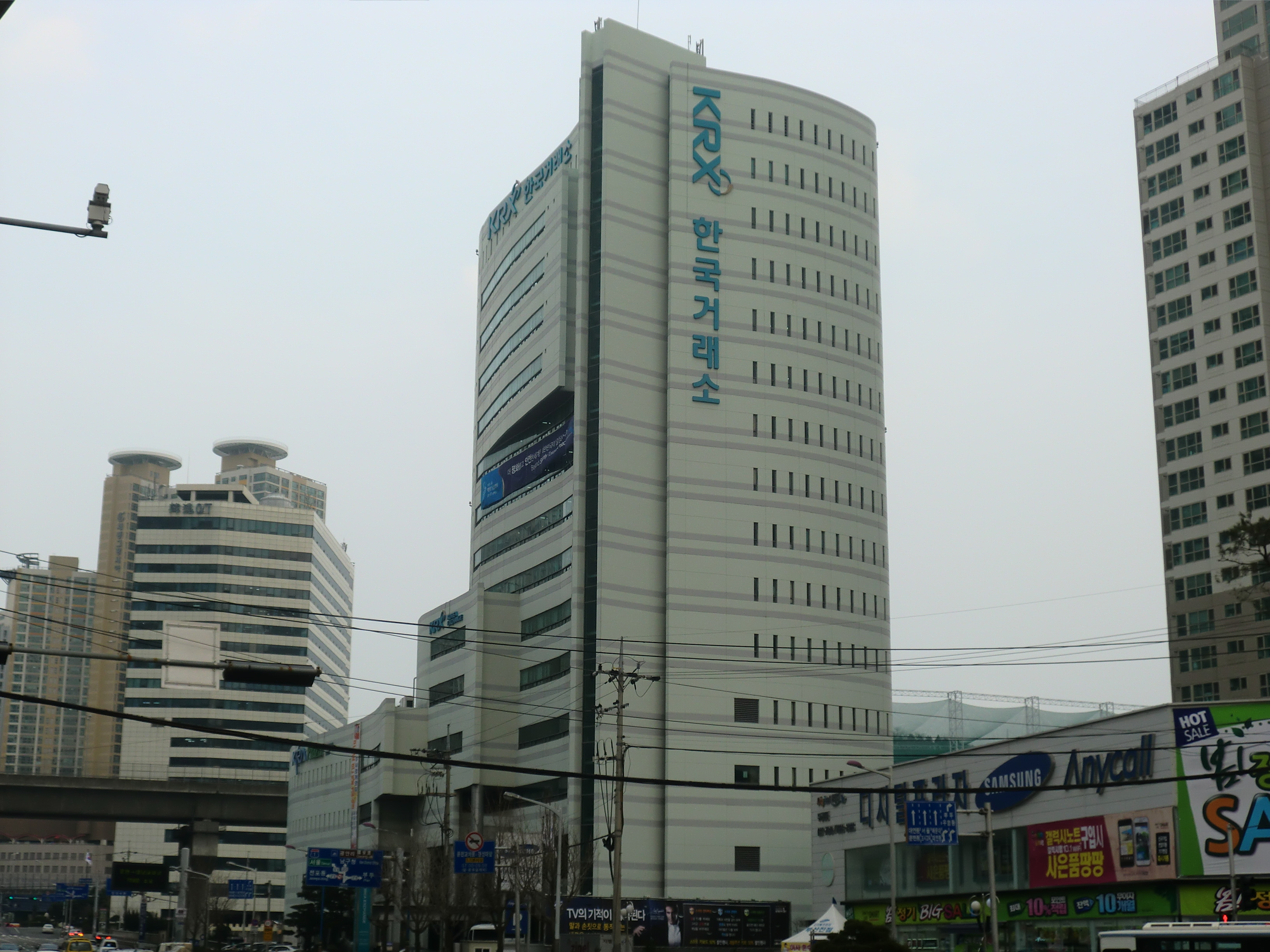
Borsa di Corea

La Borsa di Corea (KRX) è l'unico operatore borsistico della Corea del Sud. Ha sede a Pusan ed ha un ufficio per i mercati finanziari e la vigilanza di mercato a Seul.

## Strumenti
KOSPI
- Azioni
- Titoli di stato
- Exchange Traded Funds (ETFs)
- Exchange-Linked Warrants (ELWs)
- Real Estate Investment Trusts (REITs)

KOSDAQ
- Azioni